# Pierre Beausire
Pour les articles homonymes, voir Beausire.
Pierre Beausire, né le 15 novembre 1902 à Gryon et mort le 8 décembre 1990 à Sion, est un écrivain, critique littéraire, bellettrien et poète vaudois.

## Biographie
Originaire d'Épendes et fils d'un père pasteur, il entreprend des études à l'Université de Lausanne. Il obtient sa licence en lettres en 1936. C'est après avoir obtenu son doctorat en 1942 qu'il devient, de 1938 à 1967, professeur de littérature française à l'École des hautes études économiques et sociales de Saint-Gall, ville dans laquelle il sera président de l'Alliance française, de 1946 à 1968. Auparavant Pierre Beausire est professeur au lycée Jaccard à Lausanne de 1927 à 1934, assistant à l'École de français moderne à l'Université de Lausanne en 1937, puis professeur au collège de Vevey de 1937 à 1938.
Homme de lettres, il anime plusieurs revues littéraires romandes, en particulier la Revue de Belles-Lettres et Présence, dans lesquelles il défend des thèses humanistes. 
Essayiste et critique littéraire, Pierre Beausire est l'auteur d'un essai sur Mallarmé et d'une édition commentée de ses Poésies. Outre ses activités de critique littéraire, il faut citer son œuvre de poète : il publie plusieurs recueils, dont Nombres en 1929 et Hymnes en 1950. On lui doit aussi un journal paru en plusieurs volumes. 
Lauréat du prix Rambert en 1935, Pierre Beausire obtiendra également le prix Schiller. Officier des Palmes académiques en 1968, Pierre Beausire décède le 8 décembre 1990 à Sion.